# クリスピン・フリーマン
クリスピン・フリーマン （Crispin Freeman、1972年2月9日 -） は、アメリカ合衆国の男性声優、俳優、音響監督、脚本家、サウンドデザイナー、アダプテーター。イリノイ州シカゴ出身。声種はライト・バリトン。仏教徒。英語のほかにスペイン語が話せる。

## 人物
ラテン・スクール・オブ・シカゴ卒業。ウィリアムズ大学で演劇を専攻し、コロンビア大学大学院で演劇の美術学修士の学位を取得。
1994年から舞台俳優として、ニューヨークで活動。1997年から声優業を開始した後、声優に専念するようになる。2001年に活動の拠点をニューヨークからロサンゼルスに移す。 
声優デビューのきっかけは、アニメ関係の会社で働く友人から日本製アニメの英語吹替の仕事を紹介されたことであった。アニメファンであったフリーマンは英語吹替の質が低いことを理由に敬遠するが、のちに「自分がアニメに興味を持ったのは吹替版を見たからで、多くの人にアニメを紹介するためには吹替版の質を向上させなければならない」と考えを変えたという
「声優は優れた俳優である」と言うポリシーを持ち、声優志望者に「声優になることを望む前に俳優になることを望め」とコメントしている。
2008年（2009年とも）から日本映像翻訳アカデミーロサンゼルス校の講師を務め、同校の東京校・日英映像翻訳コースの監修を担当した。バングズーム! エンタテイメントが行なっている声優ワークショップの講師も担当している他、自身が主催する声優ワークショップにおいても後進の指導を行っている。
『WOLF'S RAIN』のツメ役と『ハウルの動く城』のカブ役が思い入れのある役である。趣味はコンピュータ、サウンドデザイン、神話。
弟は俳優のクラーク・フリーマン、妹も女優でキャシディ・フリーマン。

## 受賞・ノミネート
- アメリカン・アニメ・アワード：最優秀男優賞候補『HELLSING』・『ノエイン もうひとりの君へ』・『少女革命ウテナ』[16]

## 出演作品

### テレビアニメ
1998年
- 少女革命ウテナ（桐生冬芽）
- スレイヤーズ（ゼルガディス＝グレイワーズ（2代目））

1999年
- スレイヤーズNEXT（ゼルガディス＝グレイワーズ）
- 無責任艦長タイラー （ジャスティ・ウエキ・タイラー）
- ロードス島戦記-英雄騎士伝- （スパーク、マール）

2000年
- スレイヤーズTRY（ゼルガディス＝グレイワーズ）

2001年
- 行け!稲中卓球部（竹田）
- ブギーポップは笑わない Boogiepop Phantom（早乙女正美、マンティコア･ファントム）

2002年
- あぃまぃみぃ!ストロベリー・エッグ（タブール）
- 今、そこにいる僕（天和響）
- X -エックス-（桃生封真）
- 彼氏彼女の事情（従兄弟）
- コスモウォーリアー零（ウォーリアス・ゼロ）
- デジモンフロンティア（木村輝一、バクモン、ダスクモン、ピピスモン）
- ヴァンドレッド the second stage（浦霞天明 / ブザム・A・カレッサ）
- Hellsing（アーカード）
- ヤングハーロックを追え! コスモウォーリアー零外伝（ウォーリアス・ゼロ）
- るろうに剣心 -明治剣客浪漫譚-（天草翔伍）

2003年
- アルジェントソーマ（ダン・シモンズ）
- 頭文字D（池谷浩一郎）※TOKYOPOP版
- Witch Hunter ROBIN（亜門）
- THE ビッグオー second season（アラン・ゲイブリエル）
- ジーンシャフト（マリオ・ムジカノーバ）
- スクライド（ストレイト・クーガー）
- ちょびっツ（本須和秀樹）
- .hack//SIGN（バルムンク）
- バトルフォース アンドロメダ（ザンダー）
- LAST EXILE（アレックス・ロウ）

2004年
- WOLF'S RAIN（ツメ）
- おとぎストーリー 天使のしっぽ（玄武のシン）
- おねがい☆ツインズ（島崎康生）
- 旋風の用心棒（山本）
- 攻殻機動隊 STAND ALONE COMPLEX（トグサ）
- .hack//黄昏の腕輪伝説（バルムンク）
- RAVE（ジークハルト・シーザー）

2005年
- IGPX（ビョーン・ジョハンソン）
- 頭文字D Second Stage（池谷浩一郎）※TOKYOPOP版
- 絢爛舞踏祭 ザ・マーズ・デイブレイク（リッチ）
- 攻殻機動隊 S.A.C. 2nd GIG（トグサ）
- 金色のガッシュベル!!（グスタフ、岩島守、ウォンレイ、他）
- スクラップド・プリンセス（シャノン・カスール）
- プラネテス（コリン・クリフォード）
- NARUTO -ナルト-（エビス）

2006年
- ウィッチ -W.I.T.C.H.-（ラファエル・シラ）
- 交響詩篇エウレカセブン（ホランド・ノヴァク）
- NARUTO -ナルト-（風影）
- ノエイン もうひとりの君へ（カラス）

2007年
- 涼宮ハルヒの憂鬱（キョン、テレビの声）
- BLOOD+（ジョエル・ゴルドシュミット、ヴァン・アルジャーノ、フォレスト、オペレーター、校長、ボーイB、他）
- デジモンセイバーズ（トーマ・H・ノルシュタイン）
- NARUTO -ナルト-（うちはイタチ、油女シビ）
- 火の鳥（大海人皇子）

2008年
- アイシールド21（進清十郎）
- ウルヴァリン・アンド・ジ・X-メン（マルチプルマン）
- スペクタキュラー・スパイダーマン（エレクトロ/マックスウェル・ディロン）
- 天保異聞 妖奇士（江戸元閥）
- らき☆すた（杉田店員、キョン、男子B、売り子A、男子A、ニュースキャスター、他）
- コードギアス 反逆のルルーシュ（ジェレミア・ゴットバルト）

2009年
- Important Things with Demetri Martin（見物人）
- コードギアス 反逆のルルーシュR2（ジェレミア・ゴットバルト）
- NARUTO -ナルト-（トドロキ）
- NARUTO -ナルト- 疾風伝（うちはイタチ）

2010年
- 黒神 The Animation（獅子神黎真、男）
- Scooby-Doo: Mystery Inc.（ベン、クック、ハワード・E・ロバートソン、ライノ）
- スレイヤーズREVOLUTION（ゼルガディス＝グレイワーズ）
- スレイヤーズEVOLUTION-R（ゼルガディス＝グレイワーズ）

2011年
- ウルヴァリン（浅野徹心、組員、指揮官）
- デュラララ!!（平和島静雄）
- NARUTO -ナルト- 疾風伝（セイト）
- ヤング・ジャスティス（スピーディー / レッドアロー、ジム・ハーパー / ガーディアン）

2012年
- アベンジャーズ 地球最強のヒーロー（スコット・ラング）

2013年
- Fate/Zero（言峰綺礼）

2015年
- スティーブン・ユニバース（コニーの父<ダグ>）
- デュラララ!!×2 承（平和島静雄）
- デュラララ!!×2 転（平和島静雄）
- 長門有希ちゃんの消失（キョン）
- Fate/stay night [Unlimited Blade Works]（言峰綺礼）

2019年
- 鬼滅の刃（悲鳴嶼行冥）

2020年
- 半妖の夜叉姫（希林理）

2021年
- 約束のネバーランド (ピーター・ラトリ)
- 岸辺露伴は動かない

2023年
- ポケットモンスター（フリード)

### 劇場アニメ
1998年
- 火垂るの墓（医者、老人）※セントラルパークメディア版

2001年
- 銀河鉄道の夜（カムパネルラ）
- 少女革命ウテナ アドゥレセンス黙示録（桐生冬芽）
- スペーストラベラーズ The Animation（ハヤブサ・ジェッター）

2002年
- カウボーイビバップ 天国の扉（オペレーター）

2003年
- サクラ大戦 活動写真（ブレント・ファーロング）

2004年
- スレイヤーズぷれみあむ（ゼルガディス＝グレイワーズ）

2005年
- ハウルの動く城（カブ）

2006年
- アイス・エイジ2
- イノセンス（トグサ）※マンガ・エンターテイメント版

2007年
- 劇場版 NARUTO -ナルト- 大活劇!雪姫忍法帖だってばよ!!
- 攻殻機動隊 STAND ALONE COMPLEX Solid State Society（トグサ）
- NARUTO -ナルト- 滝隠れの死闘 オレが英雄だってばよ!（村人A）

2008年
- バイオハザード:ディジェネレーション（フレデニック・ダウニング）

2009年
- イノセンス（トグサ）※バンダイ版
- 崖の上のポニョ

2010年
- 交響詩篇エウレカセブン ポケットが虹でいっぱい（ホランド・ノヴァク）

2011年
- 涼宮ハルヒの消失（キョン）

2013年
- 劇場版 NARUTO -ナルト- 疾風伝 ザ・ロストタワー（油女シビ）

2014年
- 劇場版 TIGER & BUNNY -The Rising-（ヴィルギル / アンドリュー・スコット）
- 劇場版 NARUTO 炎の中忍試験! ナルトVS木ノ葉丸!!（エビス）
- 劇場版 NARUTO -ナルト- ロード・トゥ・ニンジャ（うちはイタチ）

### OVA
2000年
- シャーマニックプリンセス（華月）
- 聖少女艦隊バージンフリート（咲坂舞）
- TYLOR The Irresponsible Captain AN EXCEPTIONAL EPISODE ひとりぼっちの戦争 Tylor's War （ジャスティ・ウエキ・タイラー）
  - TYLOR THE IRRESPONSIBLE CAPTAIN （ジャスティ・ウエキ・タイラー）
- ジオブリーダーズ（デカルト、 ハウンドB、警官、他）
- フォトン（皇帝）

2001年
- アッセンブル・インサート（ホスト1）
- 聖伝-RG VEDA-（帝釈天）
- 天使禁猟区（ロシエル）

2002年
- 超神姫ダンガイザー3（美剣紅一郎、影3）

2003年
- Spirit of Wonder（ジム・フロイド）
- .hack//Liminality（ハロルド）
- R.O.D -READ OR DIE-（ジョーカー）

2004年
- キカイダー01 THE ANIMATION（零/キカイダー00）
- ちびっツ（本須和秀樹）

2005年
- 頭文字D Extra Stage インパクトブルーの彼方に…（池谷浩一郎）※TOKYOPOP版
- 天地無用! 魎皇鬼 第三期（上倉）

2006年
- ファイナルファンタジーVII アドベントチルドレン（ルード）
- HELLSING（アーカード）

2008年
- ストレイト・ジャケット（アイザック・ハモンド）

### Webアニメ
2011年
- 涼宮ハルヒちゃんの憂鬱（キョン）
- にょろーん ちゅるやさん（キョン）

### ゲーム
2003年
- 真・三國無双3（関羽）
- 真・三國無双3 猛将伝（関羽）
- ゼノサーガ エピソードI［力への意志］（アルベド・ピアソラ、ガイナン・クーカイ、ジン・ウヅキ）
- .hack（榊）

2004年
- エースコンバット5 ジ・アンサング・ウォー（アレン・C・ハミルトン）
- ガチャメカスタジアム サルバト〜レ（スペクター）
- 攻殻機動隊 STAND ALONE COMPLEX（トグサ）
- 真・三國無双3 Empires（関羽）

2005年
- 鉄拳5（ブルース・アーヴィン）
- 悪魔城ドラキュラ 闇の呪印（ヘクター、モーションアクター）
- 真・三國無双4（関羽）
- ゼノサーガ エピソードII［善悪の彼岸］（アルベド・ピアソラ、ガイナン・クーカイ）
- ソウルキャリバーIII（ジークフリート・シュタウフェン）
- DIGITAL DEVIL SAGA アバタール・チューナー（ヒート）
- デス バイ ディグリーズ（アラン・スミシー）
- ナノブレイカー（ジェイク・ウォーレン）
- ビートダウン（ユージン）

2006年
- キングダム ハーツII（セッツァー、ウィリアム・ターナー・ジュニア）
- 金色のガッシュベル!! 激闘!最強の魔物達（グスタフ、ウォンレイ）
- 金色のガッシュベル!! 友情タッグバトル2（グスタフ、ウォンレイ）
- Justice League Heroes（クラーク・ケント / スーパーマン）
- 真・三國無双4 猛将伝 （関羽）
- 真・三國無双4 Empires（関羽）
- ゼノサーガ エピソードIII［ツァラトゥストラはかく語りき］（アルベド・ピアソラ、ガイナン・クーカイ）
- 鉄拳5（ブルース・アーヴィン）
- .hack//G.U.（バルムンク、榊）
- NARUTO -ナルト- ナルティメットヒーロー（うちはイタチ、不知火ゲンマ）
- バテン・カイトスII 始まりの翼と神々の嗣子（ヒューズ）
- ファントム・キングダム（魔王ゼダ）
- MARVEL ULTIMATE ALLIANCE（ウィンター・ソルジャー）

2007年
- NARUTO -ナルト- 疾風伝 激闘忍者大戦!EX（うちはイタチ）
- NARUTO -ナルト- ナルティメットヒーロー2（うちはイタチ）
- パイレーツ・オブ・カリビアン・オンライン（ウィリアム・ターナー・ジュニア）

2008年
- クライシス コア ファイナルファンタジーVII（ルード）
- Naruto: The Broken Bond（うちはイタチ）
- NARUTO -ナルト- 疾風伝 激闘忍者大戦!EX2（うちはイタチ）
- NARUTO -ナルト- 疾風伝 激闘忍者大戦!EX3（うちはイタチ）
- NARUTO -ナルト- ナルティメットポータブル 無幻城の巻（うちはイタチ）
- Harvey Birdman: Attorney at Law（マイロン）
- メタルギアソリッド4（兵士）

2009年
- NARUTO -ナルト- ナルティメットヒーロー3 （うちはイタチ）
- トゥームレイダー アンダーワールド（モーションアクター）
- Halo Wars（SPARTAN ジェローム 092）
- Marvel: Ultimate Alliance 2（トニー・スターク / アイアンマン）

2010年
- ゴッドイーターバースト
- ゴッド・オブ・ウォーIII（ヘリオス）
- Naruto Shippuden: Dragon Blade Chronicles（うちはイタチ）
- NARUTO -ナルト-疾風伝　ナルティメットストーム2（うちはイタチ）
- トランスフォーマー：ウォー・オブ・サイバトロン（グリムロック、ブレイクダウン）
- Mafia 2

2011年
- NARUTO疾風伝 キズナドライブ（うちはイタチ）
- NARUTO - ナルト - 疾風伝 ナルティメットアクセル（うちはイタチ）
- NARUTO - ナルト - 疾風伝 ナルティメットインパクト（うちはイタチ、ヒョウ）

2012年
- The Amazing Spider-Man
- NARUTO - ナルト- 疾風伝 ナルティメットストームジェネレーション（うちはイタチ）

2014年
- ベヨネッタ2（仮面の賢者）
- コール オブ デューティ アドバンスド・ウォーフェア (A.S.T)

2015年
- バットマン アーカム・ナイト（ファイヤーフライ / ガーフィールド・リンズ）
- ファイナルファンタジー零式HD
- Mad Max
- メタルギアソリッドV（兵士、エキストラ）
- レゴ ジュラシック・ワールド

2016年
- オーバーウォッチ（ウィンストン）

2019年
- キングダム ハーツIII（ウィリアム・ターナー・ジュニア）[17]
- メトロ エクソダス (アドミラル、兵士)
- Days Gone
- MARVEL ULTIMATE ALLIANCE 3: The Black Order (ゴルゴーン)

2021年
- 鬼滅の刃 ヒノカミ血風譚（悲鳴嶼行冥）

### 吹き替え
- XX 美しき獣（2001年、ヨウイチ<大和武士>）
- オールド・ボーイ（2005年、ジン）

### 舞台
- クリスマス・キャロル（若い頃のスクルージ）
- ゴールデン・バード（ダンサー、歌手）
- シーラカンス（ウォルト）
- ドリアン・グレイの肖像（ドリアン・グレイ）
- 夏の夜の夢（デミトリアス）
- 橋からの眺め（潜水隊）

### テレビドラマ
- ガイディング・ライト（使用人）
- Eastbound & Down（ニック）

### 本人出演
- アニメ・デッサン・レボリューション（2007年）
- アドベンチャーズ・イン・ボイス・アクティング（2008年）

## スタッフ作品

### テレビアニメ（スタッフ）
1999年
- ポケットモンスター（脚色）

2001年
- ブギーポップは笑わない Boogiepop Phantom（台本、プロダクション・アソシエイト）

'2002年’
- あぃまぃみぃ!ストロベリー・エッグ（ADRディレクター、ADR台本）
- 彼氏彼女の事情（台本脚色）

2004年
- Witch Hunter ROBIN（ADR台本）
- ガングレイヴ（ADR台本）

2005年
- スクラップド・プリンセス（ADRディレクター、ADR台本）

### 劇場アニメ（スタッフ）
2001年
- 銀河鉄道の夜（台本脚色）
- スペーストラベラーズ The Animation（ADRディレクター、台本脚色）

### OVA（スタッフ）
2000年
- シャーマニックプリンセス（台本脚色）
- フォトン（台本脚色）

2001年
- アッセンブル・インサート（台本）
- お天気お姉さん（ADR台本）
- 南極28号（ADR台本）